# Kibara coriacea
Kibara coriacea är en tvåhjärtbladig växtart som först beskrevs av Carl Ludwig von Blume, och fick sitt nu gällande namn av Louis René Tulasne. Kibara coriacea ingår i släktet Kibara och familjen Monimiaceae. Inga underarter finns listade i Catalogue of Life.